# ФК Цирих
Фудбалски клуб Цирих је швајцарски фудбалски клуб из Цириха. Основан је 1896. и такмичи се у Суперлиги Швајцарске.

## Историја

### 1896—1924
Клуб је основан 1. августа 1896. од бивших чланова три локална клуба (ФК Турикум, ФК Викторија и ФК Ексцелзиор). Цирих је своју прву титулу у суперлиги Швајцарске освојио у сезони 1901/02., али после тога је није освојио све до 1923/24.

### 1925—1960
Године између 1925. до 1960. су биле пусте за Цирих, јер је био лишен успеха. Клуб се борио да остане у елитном рангу и 1925. испада из суперлиге, играјући у другој лиги све до 1941. У сезони 1940/41. вратили су се у суперлигу где су остали до 1945/45. када поново испада у нижи ранг. Поново су се вратили у суперлигу 1947/48. и остали су у елити све до поновног испадања 1956/57. Поново су промовисани у суперлигу 1958/59., када сезону у елити завршавају на трећем месту.

### 1960—1981
Овај период је међу вернима Цириху познат као "Златно доба". У ово време на челу клуба био је председник Едвин Нагели и имао је играче као што су Коби Кун, Фриц Кунзли, Илија Катић, Рене Ботерон и многе друге. ФК Цирих је освојио седам шампионских титула 1963, 1966, 1968, 1974, 1975, 1976 и 1981. Такође су освојили швајцарски куп пет пута 1966, 1970, 1972, 1973 и 1976. Цирих је такође имао успеха и у Европи где су успели да стигну до полуфинала Европског купа у сезони 1963/64. где су избачени од Реал Мадрида и тај исти резултат су поновили и у сезони 1976/77. када су избачени од Ливерпула.

### 1981—2005
Након освојене титуле 1981. клуб је кренуо силазном путањом и 1988. клуб испада у њижи ранг. Цирих се поново вратио у елитни ранг 1990. године. Ипак клуб је успео да стигне до последњих 16 у УЕФА купу у сезони 1998/99. када су поражени од Роме. Клуб је освојио куп 2000-те савладавши у финалу Лозана-Спорт и такође 2005. победивши Луцерн.

### 2006—данас
13. маја 2006. окончало се чекање на шампионску титулу са драматичним мечом у последњем колу против Базела Цирих је ипак успео да освоји титулу. Победили су захваљујући голу Јулијана Филипескуа постигнутом у 93 минуту. Гол је донео победу Цириху од 2-1 и осигурао титулу на основу боље гол разлике у односу на ривала Базел. 2007. су такође поново освојили лигу, а сезону 2007/08. завршавају на трећем месту. У сезони 2008/09. освајају нову титулу испред Јанг Бојса, чиме су били обезбедили учешће у квалификацијама за Лигу шампиона у сезони 2009/10. где су после победе у плеј-офу над Вентспилсом изборили улазак у групну фазу.

## Трофеји
- Суперлига Швајцарске
  - Првак (13) :  1902, 1924, 1963, 1966, 1968, 1974, 1975, 1976, 1981, 2006, 2007, 2009, 2022
- Куп Швајцарске
  - Победник (10) :  1966, 1970, 1972, 1973, 1976, 2000, 2005, 2014, 2016, 2018.
- Лига куп Швајцарске
  - Победник (1) :  1981.

## Некадашњи познати играчи
| - Рене Ботерон - Фредерик Часот - Блерим Џемаили - Коби Кун - Фритц Кунзли - Марко Пасколо - Херберт Вас - Џонас Тхерн - Франсиско Лима - Кледерсон Цезар де Соуза - Мухамед Коњић |  | - Харис Шкоро - Јурица Јерковић - Ике Шорунму - Шон Бартлет - Шабани Нонда - Алхасане Кејта - Винтон Руфер |

## Цирих у европским такмичењима
Од 4. новембра 2009.
| Сезона   | Такмичење             | Коло         |                 | Клуб                         | Резултат      |
| -------- | --------------------- | ------------ | --------------- | ---------------------------- | ------------- |
| 1963/64  | Европски куп          | кв.          | Република Ирска | ФК Дандок                    | 3-0, 1-2      |
|          |                       | последњих 16 | Турска          | ФК Галатасарај               | 2-0, 0-2, 2-2 |
|          |                       | четвртфинале | Холандија       | ФК ПСВ Ајндховен             | 0-1, 3-1      |
|          |                       | полуфинале   | Шпанија         | ФК Реал Мадрид               | 1-2, 0-6      |
| 1966/67  | Европски куп          | 1 коло       | Шкотска         | ФК Селтик                    | 0-2, 0-3      |
| 1967/68  | Куп сајамских градова | 1 коло       | Шпанија         | ФК Барселона                 | 3-1, 0-1      |
|          |                       | 2 коло       | Енглеска        | ФК Нотингем Форест           | 1-2, 1-0      |
|          |                       | последњих 16 | Португалија     | ФК Спортинг Лисабон          | 3-0, 0-1      |
|          |                       | четвртфинале | Шкотска         | ФК Данди                     | 0-1, 0-1      |
| 1968/69. | Европски куп          | 1 коло       | Данска          | ФК Академиск Болдклуб        | 1-3, 2-1      |
| 1969/70  | Куп сајамских градова | 1 коло       | Шкотска         | ФК Килмарнок                 | 3-2, 1-3      |
| 1970/71  | Куп победника купова  | 1 коло       | Исланд          | ФК Кнатспурнуфелаг Акуреирар | 7-1, 7-0      |
|          |                       | последњих 16 | Белгија         | ФК Клуб Бриж                 | 0-2, 3-2      |
| 1972/73  | Куп победника купова  | 1 коло       | Велс            | ФК Рексем                    | 1-1, 1-2      |
| 1973/74  | Куп победника купова  | 1 коло       | Белгија         | ФК Андерлехт                 | 2-3, 1-0      |
|          |                       | последњих 16 | Шведска         | ФК Малме                     | 0-0, 1-1      |
|          |                       | четвртфинале | Португалија     | ФК Спортинг Лисабон          | 0-3, 1-1      |
| 1974/75  | Европски куп          | 1 коло       | Енглеска        | ФК Лидс јунајтед             | 1-4, 2-1      |
| 1975/76  | Европски куп          | 1 коло       | Мађарска        | ФК Ујпешт                    | 0-4, 5-1      |
| 1976/77  | Европски куп          | 1 коло       | Шкотска         | ФК Ренџерс                   | 1-1, 1-0      |
|          |                       | последњих 16 | Финска          | ТПС Турку                    | 2-0, 1-0      |
|          |                       | четвртфинале | Источна Немачка | ФК Динамо Дрезден            | 2-1, 2-3      |
|          |                       | полуфинале   | Енглеска        | ФК Ливерпул                  | 1-3, 0-3      |
| 1977/78  | УЕФА куп              | 1 коло       | Бугарска        | ФК ЦСКА Софија               | 1-0, 1-1      |
|          |                       | 2 коло       | Њемачка         | ФК Ајнтрахт Франкфурт        | 0-3, 3-4      |
| 1979/80  | УЕФА куп              | 1 коло       | Њемачка         | ФК Кајзерслаутерн            | 1-3, 1-5      |
| 1981/82  | Европски куп          | 1 коло       | Источна Немачка | ФК Динамо Берлин             | 0-2, 3-1      |
| 1982/83  | УЕФА куп              | 1 коло       | Кипар           | ФК Пезопорикос Ларнака       | 2-2, 1-0      |
|          |                       | 2 коло       | Мађарска        | ФК Ференцварош               | 1-1, 1-0      |
|          |                       | последњих 16 | Португалија     | ФК Бенфика                   | 1-1, 0-4      |
| 1983/84  | УЕФА куп              | 1 коло       | Белгија         | ФК Ројал Антверпен           | 1-4, 2-4      |
| 1998/99  | УЕФА куп              | 2 коло кв.   | Украјина        | ФК Шахтјор Доњецк            | 4-0, 2-3      |
|          |                       | 1 коло       | Кипар           | ФК Анортозис Фамагуста       | 4-0, 3-2      |
|          |                       | 2 коло       | Шкотска         | ФК Селтик                    | 1-1, 4-2      |
|          |                       | последњих 16 | Италија         | ФК Рома                      | 0-1, 2-2      |
| 1999/00  | УЕФА куп              | кв.          | Малта           | ФК Слијема вондерерси        | 3-0, 1-0      |
|          |                       | 1 коло       | Белгија         | ФК Лирс                      | 1-0, 4-3      |
|          |                       | 2 коло       | Енглеска        | ФК Њукасл јунајтед           | 1-2, 1-3      |
| 2000/01  | УЕФА куп              | 1 коло       | Белгија         | ФК Генк                      | 1-2, 0-2      |
| 2005/06  | УЕФА куп              | 2 коло кв.   | Пољска          | ФК Легија Варшава            | 1-0, 4-1      |
|          |                       | 1 коло       | Данска          | ФК Брондби                   | 0-2, 2-1      |
| 2006/07  | Лига шампиона         | 2 коло кв.   | Аустрија        | ФК Ред бул Салцбург          | 2-1, 0-2      |
| 2007/08  | Лига шампиона         | 3 коло кв.   | Турска          | ФК Бешикташ                  | 1-1, 0-2      |
| 2007/08  | УЕФА куп              | 1 коло       | Италија         | ФК Емполи                    | 1-2, 3-0      |
|          |                       | Група Е      | Чешка           | ФК Спарта Праг               | 2-1           |
|          |                       | Група Е      | Француска       | ФК Тулуза                    | 2-0           |
|          |                       | Група Е      | Русија          | ФК Спартак Москва            | 0-1           |
|          |                       | Група Е      | Њемачка         | ФК Бајер Леверкузен          | 0-5           |
|          |                       | последњих 32 | Њемачка         | ФК Хамбургер                 | 1-3, 0-0      |
| 2008/09  | УЕФА куп              | 2 коло кв.   | Аустрија        | ФК Штурм Грац                | 1-1, 1-1      |
|          |                       | 1 коло       | Италија         | ФК Милан                     | 1-3, 0-1      |
| 2009/10  | Лига шампиона         | 3 коло кв.   | Словенија       | НК Марибор                   | 2-3, 3-0      |
|          |                       | плеј-оф      | Летонија        | ФК Вентспилс                 | 3-0, 2-1      |
|          |                       | Група Ц      | Шпанија         | ФК Реал Мадрид               | 2-5, ?-?      |
|          |                       | Група Ц      | Италија         | ФК Милан                     | ?-?, 1-0      |
|          |                       | Група Ц      | Француска       | ФК Олимпик Марсеј            | 0-1, 1-6      |